# Наркокориде
Наркокориде су подврста северних Мексичких балада. Настале су у Северном Мексику пре више од сто година, а сада се слушају у Мексику и на југу Сјединјених Америчких Држава.
Прве наркокориде су настале током Мексичке Револуције 1910. године и опевавале су револуционаре. Музички критичари их упоређују са гангстерским репом.
Музика наркокорида је заснована на полци и валцеру, а текст описује догађаје из нарко света. Најчешће су догађаји, особе и године који се опевавају у песмама истинити. И због тога је овај жанр један од најопаснијих, а и полако почиње да буде забрањен у великом делу света.
Текстови најчешће говоре о убиству, мучењу, шверцу дроге, а некад и критикују корумпирану власт.